# 13032 Tarn
13032 Tarn è un asteroide della fascia principale. Scoperto nel 1989, presenta un'orbita caratterizzata da un semiasse maggiore pari a 2,7252485 UA e da un'eccentricità di 0,0432503, inclinata di 4,87270° rispetto all'eclittica.